# ОШ „Шарски одред” Севце
Севце је насеље у општини Штрпце на Косову и Метохији. Ту на изворишту реке Лепенац, живи око 1.500 људи на 
надморској висини од преко 1000 метара. Још за време владавине цара Душана помиње се село Селце (Севце), као "Познато село источно од Призрена". Године 1455. бројало је 86 кућа и било највеће насеље Сиринићке жупе.
У призренском региону поред осталих основана је и школа у Севцу. Било је то давне 1895. године, септембра месеца. Први учитељ у школи био је ЂорЂевић Јанко из Призрена, свршени призренски богослов који је радио до свршетка 1900/1901. школске године. после њега као учитељ у школи до краја 1902/1903. школске године радио је Чемерикић Манојло родом из Призрена, који је завршио два од три разреда Призренске богословије.
Већ 1903. године школа ће добити учитеља из свог места што увелико указује на заинтересованост људи овога места за просветитељску делатност. Име овог учитеља је Цветковић Ђура. Радио је школске 1903/1904. године ( Учитељ Ђура биће одликован Карађорђевом звездом V степена за изузетну храброст на Солунском фронту).
У периоду 1895-1895. до 1901-1901. године непрестано се радило на спровођењу идеје мештана о подизању школске зграде, јер се настава изводила у приватним кућама и самим тим у веома тешким условима. Највише захваљајући трговцу из Севца Богданоић Здравка идеја је преточена у дело, те је 1901-1901. године о трошку мештана подигнута школска зграда. Наставу је те године похађало 30 ученика а број се из године у годину повећавао. (Из књиге Петра Костића ,Просветно-културни живот" православних Срба у Призрену у његовој околини у 19. и почетком 20. века-издање књиге 1333. године). Настава је имала верски карактер и служила је интересима и потребама цркве. Одвијала се у четири резреда који су били формирани од ученика према одређеном узрасту. Разреди, као и ученици називе су добијали према називима дотичних уџбеника који су били у употреби у одређеним резредима: "букварци" , "часловци" , "псалтирци" и "месецослаци" или"свитњаци". јер се месецослов звао и свитњак.

### Историјат основне школе у Севцу

#### У раном периоду учило се:
- Прва година - Букбар
- Друга година - Часловец
- Треца година - Псалтир са рачуницом.

Према програму од 90-их година 19. века учило се: 
Први и други разред:
- 1. Наука хришћанства
- 2. Српски језик
- 3. Рачун
- 4. Лепо писање
- 5.Певање
- 6.Гимнастика

Трећи и четврти резред:
- 1.Наука хришћанства
- 2.Српски језик
- 3. Словнски језик
- 4.Рачун
- 5.Замљопис
- 6.Познавање човека и јастасвенице
- 7.Лепо писање
- 8.Цртање
- 9.Певање
- 10.Гимнастика.

Према наставном плану и програму од 1920. године изучавали се се ови предмети: 
Први разред:
- 1.Штица и Буквар(читање српски и словенски)
- 2.Бројање вројева до 100.
- 3.Писање( на табли и по прегледници )

Други разред:
- 1.Читање из прве читанке о из часловца
- 2.Прва знања ( наизуст )
- 3.Четири проста вида са таблицама
- 4.Писање.

Трећи разред:
- 1.Читање из друге читанке
- 2.Права знања ( наизуст )
- 3. Из рачунице разноречни бројеи
- 4.Земљопис
- 5. Писање из писмених састава.

Четврти разред:
- 1.Читање из друге читанке
- 2.Српака граматика
- 3.Српска историја
- 4.Земљопис Србије и Турске
- 5.Из рачунице правило трајно и просто
- 6.Писање из писмених састав на казивању.

### Основни подаци о школи
После учитеља Црвенковић Ђуре у школи ради његов син Стојаноић Младен. До Другог светског рата радили су још многи учитељи, чија су имена непозната јер су бугарски фашисти за време поменутог рата уништили сву документацију. У период од отварања школе па до Другог светског рата углавном није било довољно квалификованог кадра те је и знање ученика било на недовољном добром нивоу. Наиме, учитељи су радили са завршеном полуматуром и педагошким курсем који је трајао три месеца. Из године у годину квалификациона структура наставног кадра све се више побољшавала па самим тим и ниво знања ученика. Школа је у то доба била снабдевена најнужнијим наставним средствима ( табла, риска рачунаљка ).
У периоду до Првог светског рата деловање школе било је поред васпитно-образовног рада усмерено и у правцу стварања расположења у народу да се 1912. године помогне ослободиоцима а у периоду између два светска рата школа се борила за праведније односе међу људима. ( За време Првог светског рата школа није радила ).
У овом крају НОП је био веома јак за време Дрогог светског рата. Школован у овој школи народ је стао уз покрет и силовито се одупрео терору бугарског окупатора. На темељима оваквог расположења народа три године узела и носи име Шарског одреда Основна школа" Шарски одред" - Севце. До поменуте године школа је носила назив Основна школа "Севце" у Севцу.
За време другог свтског рата школа није радила јер су све школе у Сиринићкој жупи биле претворене у казамате бугарскх фашиста. Школа и Севцу поново почиње са радом септембра месеца 1946. године. У школи је било три разреда, а први разред је имао два одељења. Број ученика био је поприлично велики (I-А, 66 ученика, I- Б, 79 ученика ), док је другом и трећем разреду било свега по три ученика. Од школске 1947-1948. године па све до 1959-1959. године у школи је радило четири разреда. Од 1959. године ствара се пети разред те надаље школа прераста у осморазредну основну школу. ( До поменуте године ученици из Севца похађали су више разреде у основној школи у Штрпцу. Исте године школи у Севцу припајају се основна школа из Јажинца и основна школа из Врбештице. Од наведене године школа у Севцу функционише као матична са два издвојена одељења у Јажинцу и Врбештици.
У после ратном периоду школа своју делатност усмерава на извлачење овога краја из економске заосталости као и изолованости и одсечености од света. Са све савременијим наставним кадром на плану васпитања и образовања бројних генерација ученика и описмењавања одраслих постаје прави симбол народне школе. Плански је радила и ради на опремању наставним средствима и учелима која су у свакодневној употреби.
Савремена педагошка теорија потврђује се праксом. Скучен простор за рад који и до дана данашњег није ништа бољи често је приморавао школу у Севцу да наставу за поједина одељења изводи у приватним кућама или неадекватним сеоским објектима. У Севцу је је 70-их година подигнута нова школска зграда монтажног типа која опет не задовољава просторно и условно рад у школи, у односу на број ученика и одељења. У њеном саставу нема сале за физичко васпитање нити кабинета. Школске зграде у Јажинцу и Врбештици су новијег датума али и њихов простор за рад је ограничен због великог броја ученика. Ни ове школе немају сале за физичко васпитање нити кабинете.

### Историјат осноне школе у Јажинцу
Документацију о раду школе у Јажинцу уништио је непријатељ за време Другог светског рата, те су подаци у летопису школе забележени од стране Ивановић Миладина, курира и благајника у овој школи пре рата.
До оснивања школе у Јажинцу ученици из Јажинца школу су похађали у суседном селу Севцу. Прва школска зграда подигнута је 1923. године. Материјал за школу обезбедили су мештани Јажинца а сазидали су је мајстори из Мушникова села из Средачке жупе. Звог избијања Првог светског рата школа није почела са радом све до 1921-1921. године. Прва генерација ученика похађа наставу школске 1920-1921. године. Тачан број ђака се не зна а претпоставља се да их је било између 30-40. Први учитељ у овој школи је био Јанићеић Никола,родом из Ораховца који је радио са свим ученицима од првог до четвртог разреда. Исто је становао у школској згради и радио је по читав дан у овој школи радио је три године. Школска 1923-1924. године школа није радила због недостатка учитеља. После паузе од годину дана за учитеља долази Вучковић Војислав, родом из Горњег Села из Средачке жупе. Радио је школске 1924-1925. и 1925-1926. године. рад овог учитеља био је изузетно добар, те у току његовог службовања у овој школи ниједан ученик није поновио разред.
Од школске 1926-1927, године па све до школске 1933-1934. године у школи ради учитељ Бабовић Драгутин из Берана. Број ђака у сва четири разреда кретао се од 30 до 40. Радило се комбиновано- пре подне са I и III, а после подне са II и IV разредом.
Наредне две школске године у школи ради поп Кујунџић Драгутин. До Другог светског рата мења се још неколико учитеља а последњи предратни учитељ-ца била је Славинка(презиме непознато) из Вршца која ради све до 6. априла 1941-1941. године. а за време Другог светског рата школа није радила. Школа наставља са радом у јесен 1946. године. било је уписано 104 ученика који су били распоређени у четири разреда а учитељ је био Николчевић Душан из Штрпца. Школа поред редовног образовно-васпитног рада водила рачуна и о образовању одраслих те је у периоду од јануара до марта 1947-1947. године при школи ради аналфабетски течај са 23 полазника од којих је 19 истим успехом завршило. Руководилац течаја био је Николчвић Душан а председник испитне комисије је учитељ Трајковић Чедомир који је тада радио у Штрпцу овакви течајеви организоваће се и у дужем наредном периоду.
До 1959. године ученици виших разреда из Јажинца похађало су школу у Штрпцу а од поменуте године па до 1991-1991. године у школи у Севцу када прелазе у новосаграђену школску зграду осмогодишње школе у своме селу.

### Историјат основне школе у Врбештици
Почетак школства у овом селу везан је за 1924. годину. Те године ученици овога села школу су похађали у згради "Хана" која се налази у овом месту од те па све до 1926. године школу су похађали у Севцу и Јажицу.
Школа у Врбештици основана је 1928. године а са редовним радом почиње 1929-1931. године. У то време у школи раде четири разреда а учитељ у свим резредима био је Николчевић Предраг. Бројно стање ученика у периоду од 1931-1947. године није било познато јер не постоји уписница основне школе у том периоду. Остала су забележена имена учитеља а то су били: Од школске 1931-1932. године до школске 1934-1935. године учитељ је био Реџић Милан. Наредне године учитељ у сва четири резреда био је Калаџић Трпко а школске 1936-1937. године учитељ у сва четири разреда био је Ђуринац Бранко. Од наредне школске године па све до почетка Другог светског рата школа у Врбештици није радила јер се школској згради налазила бугарска погранична стража. Сва документација школе је уништена као и школски инвентар и зграда је остављена у општем хаосу приликом повлачења окупационих снага. Након завршетка рата школска зграда је муком оспособљена за наставак рада и са истим радом почиње 1946-1947. школске године. У периоду од 1946. до 1949. године учитељ у сва четири разреда био је Ковачевић Богољуб. Због недостатка евиденционог материјала број ученика у то време није био познат те наводимо податке из школске 1949-1950. године када је у сва четири разреда било 147 ученика, док су му учитељи били Петровић Вукашин и Петровић Љубиша.

### Основни задаци школе
И школа у Врбештици као и школе у Севцу и Јажинцу води бригу о описмењавању одрслих. Школске 1948-1949. године радио је аналфабетски течај са 54 уписаних полазника рководилац течаја био је Ковачевић Богољуб. У даљем периоду рада школе учитељи се често мењају али то не умањује вредност васпитно-образовног рада ове школе. Све до 1980. године ова школа је шесторазредна док су ученици седмог разреда и осмог похађали у Штрпцу. Школске 1980-1981. године саграђена је нова школска зграда у којој се и данас одвија настава. Поменуте године у школи се по први пут отвара одељење седмог разреда тако да следеће школске године школа прераста у осморазредну основну школу. Као сто је и раније поменуто и ова школа ради у сатаву Основне школе ,,Шарски одред" у Севцу те ће у даљем тексту монографије бити заједничка реч за све три школе. 
Просторни недостаци школе као и забитост Шар-планине нису умањили примењивање најсавременијих облика педагошке теорије и праксе у њој.
Непосредно после Другог светског рата све се више ученика и поред тешких материјалних услова одлучује на наставак школовања у градовима Косова и Метохије а мало имућни и широм Србије. Са поносом се може рећи да скоро не постоји ученик ове школе који је похађао вишу или високу школу а да исту није завршио. Број свршених студента који су прва знања стекли у клупама ове школе је заиста велики сто потврђује да се у основној школи темељно радили и ради. Из ње су поникли: Лекари, професори, натавници, уметници, економисти, правници, архитекте, официри...међу којима има магистара и доктора из одређених струка. Схватајући значај школе мештани Сиринићке жупе усталили су израз: ,, Одбићу од уста а дете ћу школовати".
Све ово указује на то да на овим просторима учење не представља неки проблем јер је народ јако интелигентан, радан и сналажљив. 
Основна школа ,, Шарски одред" у Севцу са издвојеним одељењима у Јажинцу и Врбештици данас организује васпитно-образовни рад у 28 одељења за 474 ученика. Настава се одувек изводи искључиво на српском језику јер је и становништво искључиво српско управа школе, наставно особље као и остали радници школе своје радне задатке и обавезе обављају свесно и савесно те у школи владају позитивни дух о веома добри међуљудски односи.
Велики број ученика освајао је општинске и покрајинске награде на разним видовима такмичења и на републичким такмичењима подстизали су веома добре резултате. Наставно особље које је високо и више образовано не штеди себе како би допринело што бољем раду и успеху своје школе. Сама школа увек заузима видно место у укупном друштвеном развоју и животу у свом крају Сиринићке жупе што је и повод за многа општинска и покрајинска признања и награде. А као круна успеха била је додела награде Републике Србије ,,25.Мај.1987. године. Поводом дана школе (3. новембра) школа сваке године припрема и приказује културно-забавни програм за родитеље, мештане и госте, а сам садржај програма је богат и разноврстан.
Школа располаже веома малим фондом књига те се о некој савременој библиотеци не може говорити. Ни у једној од ових школа не постоји фискултурна или свечана сала. Опремљеност школе је на солидном нивоу а располаже и са неколико десетина компјутера на којима се изводи практична настава из предмета (Основе информатике и предмета Од игре до рачунара).
Школа изводи наставне екскурзије још од 50-их година прошлог века. Екскурзије се изводе у оквиру наше земље док екскурзије у иностранству није било. Од 1999. године екскурзије су поприлично замрле пре свега због политичке безбедносне ситуације на Косово и Метохији.
При школи активно раде секције везане за сваки предмет (област). Истим се придаје велики значај те се од тога успеха ових секција не изостаје. Школа има свој хор који је наступао и наступа на разним такмичењима и има запажене резултате и награде. Руководиоци секција су предметни наставници а за хор наставник музичке културе. Школа има изузетну сарадњу са родитељима и мештанима а не изостаје ни сарадња са општинским, покрајинским и републичким институцијама и другим школама.

### Сарадња са другим школама
Изузетно плодна сарадња ове школе од давнина до дана данашњег је са: Основном школом ,, Стаја Марковић" у Штрпцу, Основном школом ,, Рајко Урошевић" у Готовуши и средњом школом ЕТШ. ,,Јован Цвијић" у Штрпцу. У наведеним школама настава се изводи ислључиво на српском језику.
Такође је Основна школа ,, Шарски одред" у Севцу до 90-их. година прошлог века била је збратимљена са Основном школом ,, Осман Мани" Која се налази у Фираји то је село насељено албанским становништвом. Сваке године школа обележава Дан Светог Саве радно и свечано. За ту прилику приређује се пригодан културно-забавни програм за родитеље и маштане.
Школска зграда у Севцу налази се у самом центру села док се школска зграда у Јажинцу налази поред магистралног пута Урошевац-Призрен где се и налази и само село. Јажинце се граничи са Брезовицом познатим туристичким центром. 
Школска зграда у Врбештици је у самом центру села, окружена високим пошумљеним брдима. За 2007. годину предвиђена је изградња нове модерне школске зграде у Севцу која ће задовољити потребе савремене наставе. 
Сва поменута насеља у којима се школе налазе су у Сиринићкој жупи Скупштина општине Штрпце, АП Косово и Метохија, Република Србија.